# Pancuran Gading
Pancuran Gading is een bestuurslaag in het regentschap Kampar van de provincie Riau, Indonesië. Pancuran Gading telt 1900 inwoners (volkstelling 2010).